# Campyloneurum fuscosquamatum
Campyloneurum fuscosquamatum là một loài thực vật có mạch trong họ Polypodiaceae. Loài này được Lellinger miêu tả khoa học đầu tiên năm 1988.